# Strul (film, 1988)
Strul är en svensk actionkomedi från 1988 i regi av Jonas Frick. I huvudrollerna ses Björn Skifs och Gunnel Fred. 2024 kom en nyinspelning med Filip Berg i huvudrollen.

## Handling
Kemiläraren Conny (Björn Skifs) fälls för narkotikabrott och hamnar i fängelse, sedan en mängd narkotika planterats i hans lägenhet av en knarkliga. Hans advokat (Allan Svensson) råder Conny att göra det bästa av situationen. I fängelsets tvättstuga hittar han en hemlig gång som redan nyttjas av ett gäng med tre andra interner (Gränges spelad av Magnus Nilsson, Pege spelad av Johan Ulveson och Norinder spelad av Michael Druker) och en allierad korrumperad vakt (Hjelm spelad av Gino Samil) för att komma ut till utsidan.
De andra internerna tvingar Conny att medverka i planeringen av deras stora kupp; att råna en penningtransport med sedlar som ska brännas. I samband med ett av deras tillslag träffar Conny polisinspektören Susanne (Gunnel Fred) som han genast blir förtjust i. För att hålla sin egentliga identitet hemlig kallar han sig Rutger Jönåker och påstår att det är ett taget namn efter orten Jönåker längs med E4:an. I takt med att interngänget blir alltmer angeläget om att lyckas med sin planerade kupp växer Connys känslor för Susanne sig starkare, och han gör allt för att inte avslöja att han egentligen är fängelsekund, samtidigt som han gör allt för att försöka hindra sina "medbrottslingars" plan att gå i lås.

## Om filmen
Filmen hade urpremiär på Folkets hus i Vansbro (Björn Skifs födelseort) den 25 februari 1988. Premiär för övriga landet ägde rum först dagen därpå. Filmen hade vid premiären åldersgräns 15 år. I augusti 1988 gick filmen upp i en klippt version, två minuter kortare, med åldersgräns 11 år. Strul blev den då 25-årige Jonas Fricks enda riktiga långfilm.
Filmen är ett komiskt kriminaldrama i högt tempo. Rollfigurerna är kraftigt mallade och dialogen är slagkraftig med inriktning på oneliners, och ofta uttalad med överdrivna svenska dialekter. Filmen har både fått utstå mycket kritik för sin avsaknad av djup, men den har samtidigt blivit något av en kultfilm i andra läger. Många av scenerna är inspelade i Norrköping.

## Rollista
- Björn Skifs — Conny Rundqvist, "Runken", Rutger Jönåker
- Gunnel Fred — Susanne Lindh, polis
- Magnus Nilsson — Gränges
- Gino Samil — Hjelm
- Johan Ulveson — Pege
- Mikael Druker — Norinder
- Kåre Sigurdson — Sörman, överläkare
- Stefan Sauk — Alf Brinke
- Hans Rosenfeldt — Glenn, Brinkes torped
- Peter Palmér — Hans Ekelund, kommunalpamp
- Roland Stenström — polischefen
- Allan Svensson — Connys advokat
- Lars Dejert — Susannes granne
- Sonja Hejdeman — rektorn
- Thorsten Flinck — vaktkonstapel
- Maud Hyttenberg — gammal dam som får hjälp över gatan
- Michaela Jolin — sjuksköterska

## Musik i filmen
- "Akta dig" med Björn Skifs
- "Maybe We're About to Fall in Love" med Tommy Nilsson
- Första versen av barnvisan "Gullefjun" sjungs av skådespelaren Magnus Nilsson i en uppmärksammad scen i filmen.[3]